# Daniel Wagner (Schauspieler)
Daniel Wagner (* 1980 in der Kasachischen Sozialistischen Sowjetrepublik) ist ein kasachisch-deutscher Film- und Theaterschauspieler.

## Leben
Wagner wurde in der Kasachischen Sozialistischen Sowjetrepublik geboren, wuchs allerdings in der Bundesrepublik Deutschland auf. Von 2002 bis 2006 besuchte er das Konservatorium Wien und absolvierte dort seine Schauspielausbildung. Bereits während der Ausbildung war er unter anderem auf den Bühnen des Theater der Jugend Wien und des Schauspielhauses Wien, außerdem spielte er auf den Nestroy-Festspielen auf der Burg Liechtenstein. Im Jahr 2006 war er mit dem  „Stormy Love inna Beatbox“ des Schauspielhauses Wien auf dem internationalen Kunstfestivals Meteorit in Kolàrovo geladen und wurde dort mit dem Preis für den besten Schauspieler ausgezeichnet. Im Anschluss spielte er unter anderem am Theater Erlangen, am Saarländisches Staatstheater Saarbrücken sowie am Volkstheater Rostock, ehe er 2015 im Ein-Mann-Stück Der Fuchs, geschrieben und inszeniert von Autor und Regisseur Volker Schmidt speziell für Wagner, im Ballhaus Ost in Berlin zu sehen war. 2018 wurde er mit dem Ensemble des Stücks Homohalal auf der 19. Verleihung des Nestroy-Preises in der Kategorie Beste Off-Produktion nominiert. Seit 2018 ist Wagner Teil des Ensembles von Werk X Wien.
Sein Fernsehdebüt feierte er im September 2004 in einer Episodenrolle in der Folge E-Mail von der Mörderin der Fernsehserie Kommissar Rex. Anschließend war in Nebenrollen in verschiedenen Fernseh- und Kinofilmen wie Die Entbehrlichen, Seit du da bist und Kästner und der kleine Dienstag zu sehen, ehe er 2016 in Transit seine erste Hauptrolle spielte. Ab 2016 wurde er in mehreren Tatortfolgen, wie beispielsweise Level X und Der Mann, der lügt für Nebenrollen besetzt. 2019 spielte er im Kinofilm Waren einmal Revoluzzer die Rolle Nikolai.

## Filmografie (Auswahl)

### Als Theaterschauspieler
- 2003: Der Färber und sein Zwillingsbruder auf den Nestroy Festspiele auf Burg Lichtenstein unter Regie von Elfriede Ott
- 2004: Das große Shakespeare Abenteuer am Theater der Jugend Wien unter Regie von Thomas Birkmeir
- 2005: Stormy Love inna Beatbox am Schauspielhaus Wien unter Regie von Volker Schmidt
- 2005–2006: Der kaukasische Kreidekreis am Schauspielhaus Wien unter Regie von Ong Ken Sen
- 2008: Woyzeck am Theater Erlangen unter Regie von Volker Metzler
- 2009: Der rote Teufel am Volkstheater Rostock unter Regie von Eva Lange
- 2010: La Haine/Hass auf der Festpielwoche Wien unter Regie von Volker Schmidt
- 2012: Max und Moritz am Saarländisches Staatstheater Saarbrücken unter Regie von Antje Thoms
- 2013: Außer Kontrolle am Volkstheater Rostock unter Regie von Marcel Keller
- 2014: Dracula am Volkstheater Rostock unter Regie von Anja Panse
- 2015: Cyrano de Bergerac am Vorarlberger Landestheater Bregenz unter Regie von Hans Escher
- 2015: Der Fuchs am Ballhaus Ost Berlin unter Regie von Volker Schmidt
- 2016: Demetrius oder Die Bluthochzeit zu Moskau und Zeit der Wirren am Vorarlberger Landestheater Bregenz unter Regie von Steffen Jäger
- 2017: Paradiso am Staatstheater Darmstadt unter Regie von Clemens Braun
- 2018: Homohalal am Werk X Wien unter Regie von Ali M. Abdullah
- 2019: Die Reise am Werk X Wien unter Regie von Kathrin Herm

### Als Filmschauspieler
- 2004: Kommissar Rex (Fernsehserie, Folge 10.01: E-Mail von der Mörderin)
- 2004: Kursabweichung (Kurzfilm)
- 2009: Crew United – Wozu hat man Freunde? (Kurzfilm)
- 2009: Die Entbehrlichen
- 2010–2011: Siebenstein (Fernsehserie, 3 Folgen)
- 2016: Seit du da bist
- 2016: Kästner und der kleine Dienstag (Fernsehfilm)
- 2016: Transit (Kurzfilm)
- 2016: Tatort: Die Kunst des Krieges (Fernsehreihe)
- 2017: Tatort: Level X (Fernsehreihe)
- 2018: Allmen und das Geheimnis des rosa Diamten (Filmreihe)
- 2018: Tatort: Der Mann, der lügt (Fernsehreihe)
- 2018: Wolfsland: Der steinerne Gast (Fernsehreihe)
- 2019: Tatort: Wo ist nur mein Schatz geblieben? (Fernsehreihe)
- 2019: Der Usedom-Krimi: Winterlicht (Fernsehreihe)
- 2019: Walking on Sunshine (Fernsehserie, Folgen 1.06 und 1.08)
- 2019: Waren einmal Revoluzzer
- 2020: Wischen ist Macht (Fernsehserie, Folge 1.02: Eine Hand wäscht die andere)
- 2021: Tatort: Der böse König
- 2021: Am Anschlag – Die Macht der Kränkung (Fernsehserie)
- 2021: Große Freiheit
- 2021: WaPo Bodensee – Family Business (Fernsehserie, Folge 6.06)
- 2021: SOKO Donau – Männlich, ledig, unbefriedigt
- 2023: SOKO Leipzig: Ich sehe dich
- 2024: Die Toten von Salzburg – Süßes Gift (Fernsehreihe)